# 獵戶座13
獵戶座13，又名BD+09 736，HD 33021、SAO 112436、HR 1662，是獵戶座的一颗恒星，视星等为6.17，位于銀經191.77，銀緯-18，其B1900.0坐标为赤經5h 2m 9.4s，赤緯+9° -18′ 59″。